# Cinta mètrica

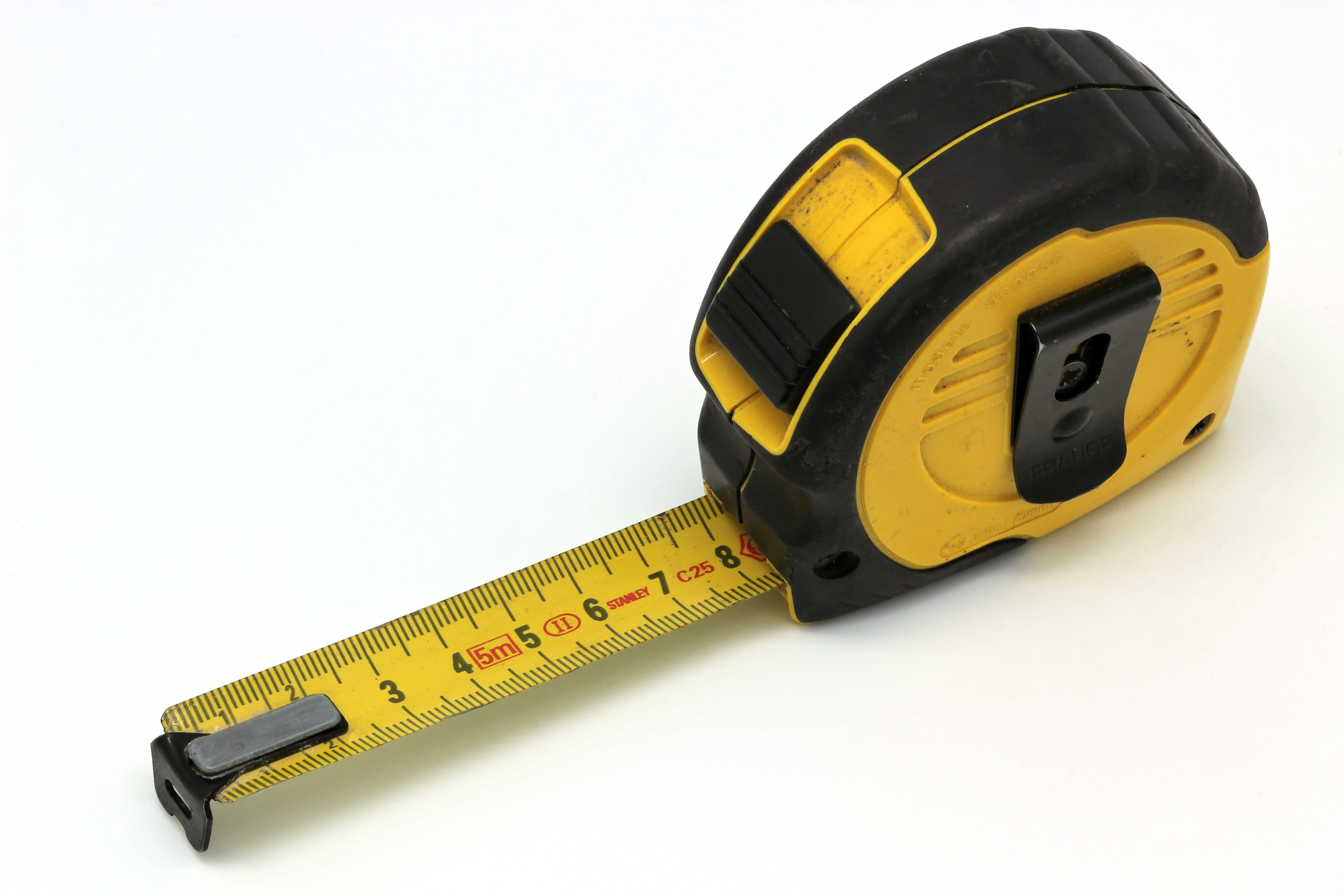
Cinta mètrica extensible.

Una cinta mètrica és un instrument de mesura que consisteix en una cinta flexible graduada i que es pot enrotllar, fent que el transport sigui més fàcil. També serveix per mesurar línies i superfícies corbes.

## Metre de fuster

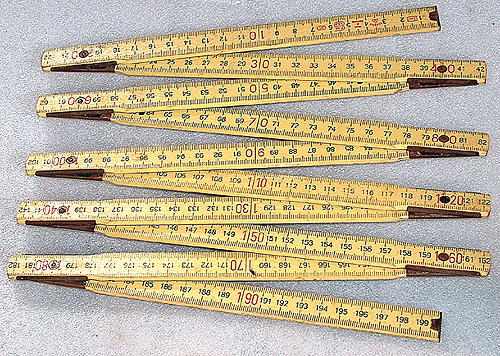
Un "metre de fuster" (2 m)

El conegut comunament com metre de fuster o metre plegable, d'un metre o dos metres de llargària amb segments plegables de 20 cm. Antigament era de fusta o fins i tot de metall (planxa d'alumini o d'acer), encara que avui dia se'n fan de plàstic (niló) o de fibra de vidre, és d'ús comú en la fusteria i la construcció. Té l'avantatge de la seva rigidesa i que no s'ha de desenrotllar.

## Metre de sastre

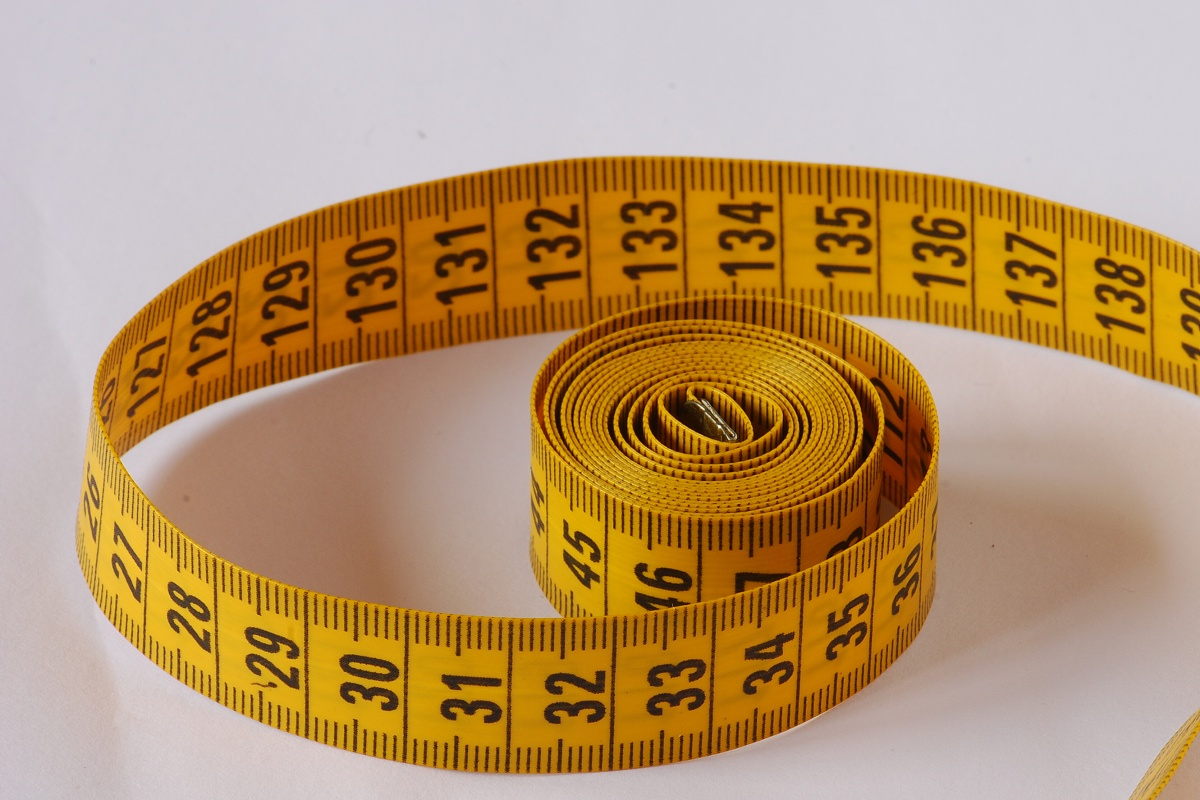
Una cinta de mesurar de "costurera"

Els metres de sastre més senzilles són de tela o plàstic, d'entre un metre o dos de llargària, el seu ús és comú en la costura i la confecció.

## Cinta mètrica extensible

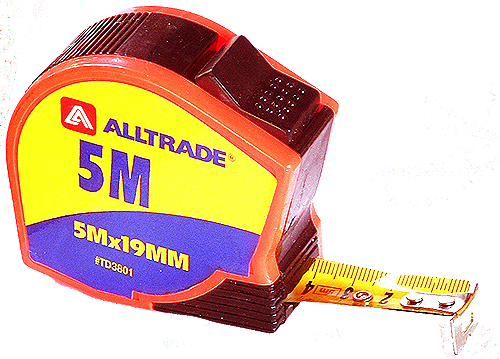
Un metre extensible de fins a cinc metres

La cinta mètrica extensible utilitzada en mesura de longituds es construeix en una prima làmina d'acer al crom, o d'alumini, o d'un tramat de fibres de carboni unides mitjançant un polímer de tefló (les més modernes). Les cintes mètriques més usades són les de 5, 10, 15, 20, 25, 30, 50 i 100 metres.
Les dues últimes són anomenades d'agrimensor i es construeixen únicament en acer, ja que la força necessària per tensar podria produir l'extensió de les mateixes si estiguessin construïdes en un material menys resistent a la tracció.
Les més petites són centimètriques i fins i tot algunes mil·limetrats, amb les marques i els nombres pintats o gravats sobre la superfície de la cinta, mentre que les d'agrimensor estan marcades mitjançant reblons de coure o bronze fixos a la cinta cada 2 dm, utilitzant una rebladura una mica més gran per als nombres senars i un petit oval numerat per als nombres parells.
En general estan protegides en un rodet de llautó o PVC. Les d'agrimensor tenen dues manetes de bronze en els seus extrems per a tensat exacte i perquè es pugui desfer completament per a més comoditat.

## Mesura amb cinta mètrica

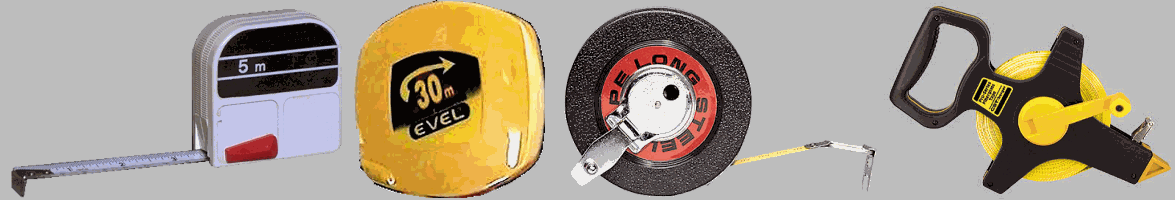
Diferents models de cintes mètriques

Un problema habitual en mesurar una distància amb una cinta, és que la distància a mesurar sigui major que la longitud de la cinta. Per solucionar aquest inconvenient, a agrimensura s'aplica el que s'anomena "Procediment Operatiu Normal" (PON).
En el procediment es troba ajuda amb fites i un joc de fitxes o agulles d'agrimensor (petits pinxos d'acer, generalment deu, units a un anell de transport).
Procediment Operatiu Normal

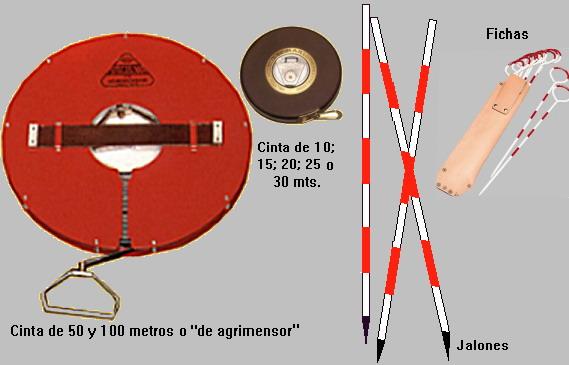
Elements de mesura amb cinta mètrica.

Amb les fites es materialitza la línia que s'ha de mesurar, de la següent manera: es col·loca un fita en cada extrem del segment a mesurar i després s'alineen (a ull) un o més fites, de manera que els subsegments obtinguts siguin menors que la longitud de la cinta disponible.
Un cop materialitzada la línia per on passarà la cinta, un dels integrants de l'equip de mesura (d'ara més el "davanter"), prendrà un extrem de la cinta i el joc de fitxes, i començarà a recórrer el segment a mesurar. On s'acabi la cinta serà alineat (a ull) per l'altre integrant de l'equip (a partir de més el "defensa"), i allà clavarà la primera fitxa per dins de la maneta que té a les mans. Aquest procediment es repetirà tantes vegades com sigui necessari per arribar fins a l'altre extrem del segment.
A mesura que es vagi avançant, el davanter anirà clavant les seves fitxes i el defensa col·locarà la maneta del seu extrem per fora de la fitxa trobada, aixecant la mateixa i guardant en un altre anell de transport, quan el davanter hagi alineat i clavat una nova fitxa. Al final es comptaran les fitxes que el defensa tingui en l'anell (que seran el nombre de "cintes") i se les multiplicarà per la longitud de la cinta, al qual hi se sumarà la resta de segment que es trobi entre l'última fitxa i el fita d'arribada, el que donarà la distància mesurada total.